# Thomas Hoving
Thomas Pearsall Field Hoving (15 de janeiro de 1931 - 10 de dezembro de 2009) foi um executivo do museu americano e consultor e ex-diretor do Museu Metropolitano de Arte.
Morreu de cancro do pulmão em 2009.